# Peg + Gato
Peg + Gato o Peg + Cat es una serie televisiva infantil estadounidense/canadiense basada en el libro infantil "The Chicken Problem" o (El Problema del Pollito), el cual fue publicado en 2012. La serie es creada por Billy Aronson y Jennifer Oxley y producida por The Fred Rogers Company por medio de Feline Features y 9 Story Entretenamient. Debutó en PBS Kids el 7 de octubre de 2013. Después llegó al Canadá a través de Treehouse TV y Discovery la tiene en Latinoamérica con doblaje hecho por Etcétera.
El show está dirigido a niños de 3 a 5+ años. El objetivo es para "inspirar niños en edad preescolar', su curiosidad natural sobre matemáticas y ayudarles desarrollar estrategias y habilidades nuevas para solucionar problemas creativamente en sus vidas diarias." La animación está presentada como si está dibujado en papel de cuaderno cuadriculado.
En 3 de marzo de 2015, PBS Kids renovó Peg + Gato para una segunda temporada, la cual se estrenó en primavera de 2016.
La serie se estrenó en Discovery Kids en 2014. Los juegos del programa se juegan en el sitio pbskids.org/peg/games las veces que se pueda. No se descarta la adaptación de dichos juegos al español. Hasta hay unas apps para tabletas y teléfonos inteligentes, como The Big Gig App, y The Tree Problem (El problema del árbol).

## Personajes
- Peg (Hayley Faith Negrin): Protagonista de la serie junto con Gato. Es una pequeña niña que usa un gorro de lana de color rojo y un vestido verde con mangas y medias de líneas de color. En cada episodio, ella explica el problema directamente a la audiencia, y anuncia cuando tienen un "gran problema" (A big problem), o un gran, gran problema (A really big problem), y ella lleva a cabo soluciones que se relacionan a problemas relacionados con las matemáticas. Durante las canciones, ella saca un ukelele y lo toca. Tiene una canica especial (special marble) de color azul brillante bajo su gorro. Su crayón favorito es el "azulito" (o "Little Bluey").
- Gato (Dwayne Hill): El otro protagonista de la serie junto con Peg. Es un gato de color índigo y el mejor amigo de Peg. Le encantan los círculos y siempre acompaña a Peg en sus aventuras.  Gato a menudo inspira a Peg para que se le ocurra una solución a un problema, sin siquiera que él se dé cuenta. A menudo ayuda a Peg a calmarse cuando "se está poniendo muy nerviosa" o "totally freakin' out", haciendo que ella cuente desde cinco hasta uno o de otras formas como de 2 en 2, de 10 a 2. Está inspirado en el gato de Jennifer Oxley.
- Ramón (Thamela Mpumlwana): Es un chico que siempre aparece para ayudar a Peg y Gato con sus problemas matemáticos.  Su lema es "Hago lo que puedo" (I do what I can).
- Cerdo (Tommy Wazelle): Un cerdo que normalmente no habla, pero de repente canta con una voz de tenor, especialmente cuando se trata de su amor hacia su forma geométrica favorita: los triángulos.
- Richard (Christian DiStefano): Un extraterrestre espacial del planeta morado que juega con Peg y Gato en el espacio. A menudo, llora cuando hay problemas, por muy pequeños que sean.
- Viv y Connie, Las Vecinas (o Neighbour Ladies) (Angela Teek y Jean Yoon, respectivamente): Una mujer afroamericana y una mujer asiático-americana, respectivamente. Son las vecinas de Peg y aparecen en varios episodios. Son muy amables, pero tienden a ser exageradamente amables, lo cual hace que Peg y Gato se metan en más problemas de los que ya tienen.
- Los 100 Pollitos (Rob Morrison y Carys Casucc): Son pollitos que juegan y viven en la granja y a menudo viajan con Peg, Gato y Cerdo hacia el espacio.
- Los Piratas y su Loro (Rob Morrison) - Son un cuarteto de piratas muy conflictivos que viven en una isla. Ellos cantan en armonía, pero tienden a cantar "muy mal" cuando están de mal humor, sobre todo cuando tienen hambre. En una ocasión, tienen una pijamada en la casa de Peg y Gato.
- Bocota (o Big Mouth): Es un gran monstruo espacial de color azul, peludo y con cuernos que le gusta comer cosas que son pequeñas y amarillas, lo cual tiende a ser un problema para Peg y Gato cuando dichas cosas pequeñas y amarillas son la clave para solucionar el problema en el que están.
- Los Adolescentes (The Teens): Son un trío de adolescentes geniales que les gusta la pizza y escribir mensaje de texto en sus teléfonos celulares, pero son muy vanidosos, ya que no soportan que sus ropas se ensucien. Tessa tiene 13 años, Mora tiene 14 y Jesse es el mayor con 15 años. Sus edades están escritas en sus camisetas.
- Los Gigantes (Bryce Kulak y Shoshana Sperling): Los grandes amigos de Peg y Gato que viven sobre el tallo de frijoles en la Tierra de los Cuentos de Hadas. En "El Problema de los Gigantes", Peg y Gato son invitados a almorzar a su casa, pero al ver atrapados a sus amigos en una alacena, piensan que ellos se los quieren comer, cuando en realidad todo resulta ser un problema con la alacena.
- Sirena (Emilie-Claire Barlow): Una sirena que vive en el Bosque Mágico. En "El Problema de la Pirámide Dorada", el Cerdo roba su Pirámide Dorada, debido a su amor por los triángulos.
- 'La Presidenta de los EE.UU. (Sandra Oh): La que manda los destinos de la nación más grande del mundo. Aparece en un episodio de 4 partes, "Peg y el Gato salvan el mundo" (Peg And Cat Saved The World), estrenado en su segunda temporada.
- Oveja: Es una oveja quien es la madre de Bebe Zorrito y una oveja de granja.

## Otras cadenas
- Discovery Kids Cartoonito
- Clan TVE y La Sexta y Neox
- Once TV México
- Televisió de Catalunya

La serie se estrenó en Discovery Kids en 2014. Aún se emite con éxito y regularmente es incluido en su bloque Kids En Control de los días sábado, con 2 horas (4 episodios) elegidos por los que votan en el link disponible en el sitio tudiscoverykids.com - regularmente si esta serie es incluida, pueden hacer su voto cuando quiera. Actualmente se emite en la semana por la mañana y el fin de semana al atardecer.en noviembre de 2017 la serie fue cancelada
Los juegos del programa se juegan en el sitio pbskids.org/peg/games las veces que se pueda. No se descarta la adaptación de dichos juegos al español. Hasta hay unas apps para tabletas y teléfonos inteligentes, como The Big Gig App, y The Tree Problem (El problema del árbol).